# Hispidoberyx ambagiosus
Hispidoberyx ambagiosus ist ein kleiner, nur durch fünf Exemplare bekannter Tiefseefisch aus der Ordnung der Schleimkopfartigen (Beryciformes).

## Verbreitung und Lebensweise
Er wurde bisher im nordöstlichen Indischen Ozean bei Sumatra und Java, sowie im Südchinesischen Meer und südlich von Neukaledonien in Tiefen von 560 bis 1020 Metern gefunden. Hispidoberyx ambagiosus lebt wahrscheinlich pelagisch knapp über dem Meeresboden und ernährt sich von Krebstieren. 

## Merkmale
Der Fisch hat stachlige Schuppen, einen langen, dicken Stachel am Kiemendeckel und wird 18 Zentimeter lang. Entlang der Seitenlinie gibt es 32 bis 34 Schuppen, die Wirbelanzahl beträgt 34. Gaumenbein (Palatinum) und Pflugscharbein (Vomer) tragen Zähne.
Flossenformel: Dorsale IV–V/10, Anale II–III/9, Ventrale I/6–7.